# Crítica de Lucas
La crítica de Lucas, el nom de la qual prové de l'economista Robert Lucas arran dels seus treballs sobre política macroeconòmica, argumenta que és ingenu intentar predir els efectes d'un canvi en política econòmica a partir de les relacions observades en les dades històriques, especialment quan es tracta de les dades agregades.
La idea bàsica antecedeix la contribució de Lucas (Llei de Campbell i Llei de Goodhart), però en 1976, Lucas va exposar que aquesta simple idea invalidava els consells de política econòmica basats en conclusions obtingudes a partir de models macroeconomètrics. A causa que els paràmetres dels models no eren estructurals, al no ser invariables, forçosament sofririen alteracions quan la política (regles del joc) canviessin. Les conclusions extretes podrien conduir a errors. Aquest argument va qüestionar els models economètrics a gran escala als quals els faltava fonaments teòrics d'economia dinàmica. La crítica de Lucas és tal com segueix:
"Atès que l'estructura d'un model economètric consisteix en regles de decisió òptimes dels agents econòmics i que les regles canvien sistemàticament amb els canvis en l'estructura rellevants als agents, es dedueix que qualsevol canvi en política modificarà l'estructura dels models economètrics."
La crítica de Lucas és en essència un resultat negatiu. Ensenya als economistes com no fer anàlisis econòmiques. Suggereix que si es vol predir l'efecte d'una política, hauria de modelitzar-se amb "paràmetres forts" (preferències, funció de producció i restricció pressupostària) que són els que governen el comportament individual; els anomenats fonaments microeconòmics. Si aquests models poden tenir en compte les regularitats empíriques observades, es pot predir el que faran els agents, considerant el canvi en la política i llavors en les decisions individuals agregades per calcular els efectes macroeconòmics del canvi de política. Poc després de la publicació de l'article, Kydland i Prescott van publicar l'article "Rules rather than Discretion...", en el qual no solament van descriure les estructures generals on els beneficis a curt termini no existeixen en el futur a causa de canvis en les expectatives, sinó també en quant temps la consistència podria superar tals instàncies. Aquest article i la recerca que el va seguir van conduir a un programa positiu de recerca sobre com fer economia dinàmica.

## Exemples
Una aplicació important de la crítica és la seva implicació que la correlació negativa entre inflació i desocupació en sèries temporals, coneguda com a corba de Phillips, podria eludir-se si les autoritats monetàries intentessin trencar la correlació. L'augment constant de la inflació reduiria la desocupació, la qual cosa provocaria que les empreses prediguessin nivells d'inflació més alts, alterant així les seves decisions d'ocupació. En altres paraules, només perquè l'alta inflació estava associada amb baixa desocupació durant principis del segle vint, no significa que alta inflació condueixi a un baix nivell de desocupació en tots els casos.